# 音楽の時間 〜MUSIC HOUR〜
『音楽の時間 〜MUSIC HOUR〜』（おんがくのじかん ミュージックアワー）はフジテレビ系列の『COOL TV』枠で2015年1月9日から同年3月27日まで毎週金曜日 23:00 - 23:30（JST）に放送されていた音楽バラエティ番組である。全12回。

## 概要
フジテレビ金曜夜の音楽番組『僕らの音楽』『どぅんつくぱ〜音楽の時間〜』の後継番組であり、前番組から一部スタッフを引き継いで全面的にリニューアルし、新たな音楽番組として開始。
番組のコンセプト及びキャッチフレーズは「音楽の「今」を切り取り、リアルを伝える金曜夜の音楽ニュースショー」。
当番組内では最近の音楽にまつわる様々なニュースや特集をまとめて伝え、画面下部にも「MUSIC TOPICS」として音楽ニュース・情報を随時テロップ表示する。
前番組からの継続となる西内まりやと、おもに報道番組でキャスターを務め、今回がバラエティ番組・音楽番組レギュラー初挑戦となる福井慶仁（フジテレビアナウンサー）が「案内役」としてMCを務め、スタジオには各2〜3組のトークゲストおよび最新曲をライブ形式で披露するアーティストゲストを迎える。
2015年4月改編で、同時間帯に4月17日から『全力!脱力タイムズ』の開始決定により、3月27日を以て終了した。これにより2005年4月に土曜23:30の枠から金曜23:30枠に移動した『僕らの音楽』から10年間続いた金曜夜の音楽番組枠は、10月に金曜23:30に開始する予定の『Love music』が開始するまで半年間中断することとなる。なお、後継番組は4月20日（4月19日深夜）から毎週月曜（日曜深夜）の0:50 - 1:20に、放送内容・MCを踏襲し、毎週水曜深夜枠の『魁!音楽番付Eight』と統合して、『魁!音楽の時間』が開始し現在に至る。
初期の歌唱時のセットは『どぅんつくぱ』のスタジオセットを流用していた。

## 出演者
案内役（MC）
- 西内まりや
- 福井慶仁（フジテレビアナウンサー）

アーティストゲスト
- 毎回異なるアーティストが1〜3組出演して、最新曲を披露する。スタジオでの案内役の西内・福井とのトークでも出演する場合もある。

トークゲスト
- 毎回異なる芸能人（俳優・女優・タレント・お笑い芸人）が出演して、案内役の西内・福井とのトークを展開する。

## 放送リスト
放送日はフジテレビでの基準放送日時。
| 2015年 | 2015年        | 2015年 | 2015年                                    | 2015年 |
| 回     | 放送日        | アーティストゲスト・披露曲                                                                                      | トークゲスト                              | 備考 |
| ------ | ------------- | --- | ----------------------------------------- | --- |
| 1      | 1月9日        | NEWS「KAGUYA」 乃木坂46「僕がいる場所」                                                                         | 綾部祐二（ピース）、菅田将暉、福田彩乃    | |
| 2      | 1月16日       | TRUSTRICK「FLYING FAFNIR」 ふなっしー「梨空レインボー」 三浦大知「ふれあうだけで 〜Always with you〜」          | 足立梨花、藤井隆                          | 『赤と黒のゲキジョー 上流階級 富久丸百貨店外商部』（21:00 - 23:22）編成により23:30 - 翌0:00に放送。                                                                                         |
| 3      | 1月23日       | 德永英明「スローモーション」 KANA-BOON「シルエット」                                                            | 篠原ともえ、ビビる大木                    | |
| 4      | 1月30日       | AKB48「愛の存在」 西内まりや「7 WONDERS」                                                                       | 黒木啓司（EXILE）、中村昌也、渡辺直美     | |
| 5      | 2月6日        | 華原朋美「レット・イット・ゴー〜ありのままで〜」 槇原敬之「Elderflower Cordial」                                | 菊地亜美、向井慧（パンサー）              | 槇原のファンである尾形貴弘（パンサー）が途中出演。槇原はスタジオで「遠く遠く」を披露。 |
| 6      | 2月14日（土） | chay「あなたに恋をしてみました」                                                                                | 国仲涼子、関根勤、松尾諭                  | フジテレビ系テレビドラマ・主題歌特集。 「2015年四大陸フィギュアスケート選手権」中継（13日 19:00 - 21:54）に伴い、以降の番組が1時間繰り下げとなり、14日0:00 - 0:30（13日深夜）に放送された。 |
| 7      | 2月20日       | SMAP「華麗なる逆襲」「ユーモアしちゃうよ」                                                                      | SMAP                                      | ライブスタジオにトーク用のセットを設置し、SMAPがトークゲストを兼ねる。 |
| 8      | 2月27日       | NEWS「MR.WHITE」 LOVE PSYCHEDELICO「Last Smile」                                                                | 小籔千豊、ホラン千秋、水川あさみ          | |
| 9      | 3月6日        | Silent Siren「KAKUMEI」 舞祭組「やっちゃった!!」                                                                | 渡部建（アンジャッシュ）、おのののか、YOU | 「女子サッカー・アルガルヴェカップ2015」（日本×ポルトガル）中継（21:00 - 23:17）編成により23:25 - 23:55に放送。                                                                             |
| 10     | 3月13日       | Sexy Zone「マワレ ミラクル」 Chara「ひかりの匂い」                                                              | 天野ひろゆき（キャイ〜ン）、中村アン      | |
| 11     | 3月20日       | きゃりーぱみゅぱみゅ「もんだいガール」 フェアリーズ「Kiss Me Babe」 吉井和哉「(Everybody is) Like a Starlight」 | SHOKICHI（EXILE）、バカリズム             | |
| 12     | 3月27日       | SKE48「コケティッシュ渋滞中」 NMB48「Don't look back!」 Kis-My-Ft2「Kiss魂」                                    | SHELLY、土田晃之                          | 「2015年世界フィギュアスケート選手権」中継（19:57 - 23:07）編成により23:15 - 23:45に放送。                                                                                                  |

## スタッフ
- ナレーション：藤村さおり（フジテレビアナウンサー）
- 構成：町田裕章、深田憲作
- SW：斉藤伸介
- カメラ：上田容一郎
- VE：末永丈士
- 照明：和田智裕
- 音声：中村峰子
- PA：渡眞利泰樹
- 美術制作：三竹寛典
- デザイン：鈴木賢太
- 美術進行：内山高太郎
- 大道具：瀬名波康之、藤沢和雄
- アートフレーム：鈴木綱敏
- 電飾：浅野辰也
- アクリル：斎藤祐介
- 視覚効果：小熊雅樹
- 楽器：齋藤隆之介
- 編集：密岡護（IMAGICA）
- MA：伊藤一馬（IMAGICA）
- 音響効果：大平拓也（IMAGICA）
- 広報：福崎康裕
- TK：石原由季
- 技術協力：共同テレビジョン、明光セレクト、放映サービス、東京チューブ、fmt、サンフォニックス、IMAGICA、4-Legs
- 制作協力：ザ・スピングラス、デジタルスペック
- ディレクター：太田秀司、金澤賢史、小室麻依
- AP：後藤夏美
- プロデューサー：河本晃典、菊岡郁枝
- 演出：佐藤正樹
- チーフプロデューサー：三浦淳
- 制作：フジテレビバラエティ制作センター
- 制作著作：フジテレビ